# Чан'е-5Т1
Чан'е-5Т1 (кит.: 嫦娥 五号Т1) — експериментальна автоматична місячна станція, запущена Китайським національним космічним управлінням 23 жовтня 2014 для проведення випробувань входу в атмосферу спускного апарата, призначеного для майбутньої експедиції «Чан'е-5». Запуск автоматичної станції «Чан'е-5» для доставки ґрунту з Місяця, фінальної частини місячної програми Китаю, був запланований на грудень 2019 року.
Станція, як і попередні, носить ім'я китайської богині Місяця Чан'е. Космічний апарат побудований на платформі «Чан'е-2», доповненої спусковим апаратом.
Китайська Народна Республіка стала третьою після СРСР та США країною, яка виконала повернення апарата з місячної орбіти. Компонування АМС подібне радянському кораблю для пілотованих місячних обльотів Л1 («Зонд»).

## Хід місії

### Запуск
Місячна станція запущена 23 жовтня 2014, о 18:00 UTC, за допомогою ракети-носія «Великий похід-3C» з космодрому «Січан» в провінції Сичуань.

### Політ
Супутник зробив півоберта навколо Місяця. 31 жовтня 2014 року, о 21:53 UTC, спускний апарат відокремився від службового модуля та о 22:13 увійшов в атмосферу і о 22:42 приземлився в хошуні Сицзиван автономного району Внутрішня Монголія.
Службовий модуль «Чан'е-5Т1» після відділення спускного апарата продовжив політ до точки Лагранжа L2 системи Земля — Місяць. Планується, що службовий модуль пробуде деякий час в цій точці, і вийде на орбіту навколо Місяця, з метою відпрацювання навігації та маневрування для майбутніх польотів автоматичних станцій. Планований термін експлуатації — до травня 2015 року.
Службовий модуль місячного супутника проведе ряд експериментів по впливу опромінення на бактерії та рослини за межами навколоземної орбіти.

### 4M (Manfred Memorial Moon Mission)
Одночасно було запущено космічний апарат, розроблений та виготовлений LuxSpace — підрозділом німецької компанії OHB System, розташованим в Люксембурзі. Апарат названий 4M (Manfred Memorial Moon Mission) в пам'ять про засновника компанії, професора Манфреда Фукса (1938—2014). Апарат масою 14 кг містить два наукових прилади. Перший — радіомаяк для випробування нового способу визначення місця розташування корабля. Радіолюбителі заохочуються призами при прийомі сигналу та пересиланні результатів в LuxSpace. Другий — дозиметр іспанської компаніїiC-Málaga, який безперервно вимірює рівень випромінювання протягом всього білямісячного шляху. Апарат 4M прикріплений до останнього ступеня ракети-носія, яка облетить Місяць та повернеться до Землі. Апарат став першою приватною місячною АМС.

## Результат місії
Довгий час, невідомий об’єкт, який став об’єктом зіткнення зі зворотним боком Місяця у березні 2022 року та отримав назву WE0913A, виявився фрагментом китайської ракети-носія «Long March». Спочатку його помилково вважали за частину ракети SpaceX Falcon 9, але подальший аналіз завдяки спостереженням вчених та ретельних досліджень траєкторії об’єкта вченими з Університету Арізони, Каліфорнійського технологічного інституту, проєкту «Плутон» та Інституту планетарних наук, чітко вказали, що об’єкт WE0913A є частиною корпусу китайської ракети, яка була використана в місії «Чан’є 5Т1» у 2014 році. Крім того, дослідники виявили ознаки того, що ця покинута частина ракети несла «нерозкрите додаткове корисне навантаження».

## Інтернет-ресурси
- Все про повернення зразків зі зворотного боку Місяця.